# Świerczów
Świerczów è un comune rurale polacco del distretto di Namysłów, nel voivodato di Opole.
Ricopre una superficie di 110,32 km² e nel 2004 contava 3 649 abitanti.